# Агаракадзор
Агаракадзо́р (арм. Ագարակաձոր) — село в Вайоцдзорской области Республики Армении.

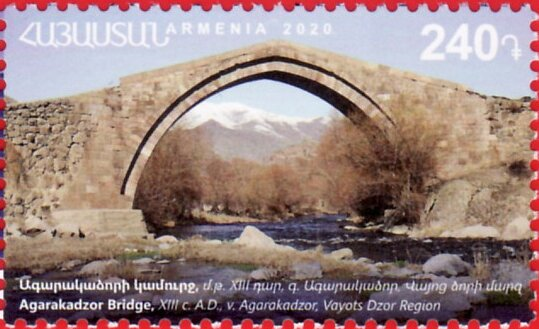
Почтовая марка Армении (2020)

Село расположено на левом берегу реки Арпа рядом с городом Ехегнадзор и селом Малишка. Самые крупные карстовые пещеры Республики Армения обнаружены на левобережье реки Арпа от села Арени до села Агаракадзор — это Арчери, Магела, Мозрови, Вайк, Симони, Кармир, Киклоп и другие. Часть расположена на крутых и труднодоступных склонах, добраться до них можно только пешком. Невозможно описать красоту пещеры Арчери, даже по фотоснимкам трудно судить об изумительных оттенках и причудливых формах сталактитов и сталагмитов, каскадных натеках и пизолитах. Величием и таинственностью, чередованием тесных ходов и огромных залов, уникальными археологическими находками пещера занимает особое место среди подземных полостей Армении. Длина этой «семиэтажной» пещеры три с половиной километра, её стены и своды покрыты толстым слоем кристаллов кальцита. 9 июня 2008 года в общинах Агаракадзор, Чива и Вернашен имел место сильный град размером в два сантиметра, в результате чего пострадили сады и посевы. Согласно дарственной грамоте амирспасалара Закаре Закаряна Нораванкскому монастырю в 1211 году была возвращена деревня Агаракадзор.

## Население
| Год  | Численность | Численность |
| ---- | ----------- | ----------- |
| 1831 | 216         | [ 6 ]       |
| 1897 | 346         | [ 6 ]       |
| 1914 | 382         | [ 6 ]       |
| 1926 | 277         | [ 6 ]       |
| 1959 | 480         | [ 6 ]       |
| 1970 | 283         | [ 6 ]       |
| 1979 | 930         | [ 6 ]       |
| 1989 | 1200        | [ 7 ]       |
| 2001 | 1283        | [ 6 ]       |
| 2011 | 1301        | [ 8 ]       |